# 아세트알데하이드 탈수소효소
아세트알데하이드 탈수소효소(영어: acetaldehyde dehydrogenase) (EC 1.2.1.10)는 아세트알데하이드를 아세트산으로 전환시키는 반응을 촉매하는 탈수소효소의 일종이다. 아세트알데하이드의 아세테이트로의 산화는 다음의 화학 반응식과 같이 요약할 수 있다.
아세트알데하이드 + NAD+ + CoA  ⇄  아세틸-CoA + NADH + H+
사람에게는 이 효소의 활성을 암호화하고 있는 세 가지 알려진 유전자인 ALDH1A1, ALDH2, ALDH1B1(최근에 발견됨, ALDH5라고도 함)이 있다. 이들 효소는 더 큰 부류인 알데하이드 탈수소효소의 구성원이다.
아세트알데하이드 탈수소효소의 CAS 등록번호는 9028-91-5이다.

## 같이 보기
- 탈수소효소
- 알코올 탈수소효소
- 알데하이드 탈수소효소